# Moggridgea whytei
Moggridgea whytei is een spinnensoort uit de familie van de Migidae.
De wetenschappelijke naam van de soort werd in 1897 gepubliceerd door Reginald Innes Pocock.